# Ludwigslust

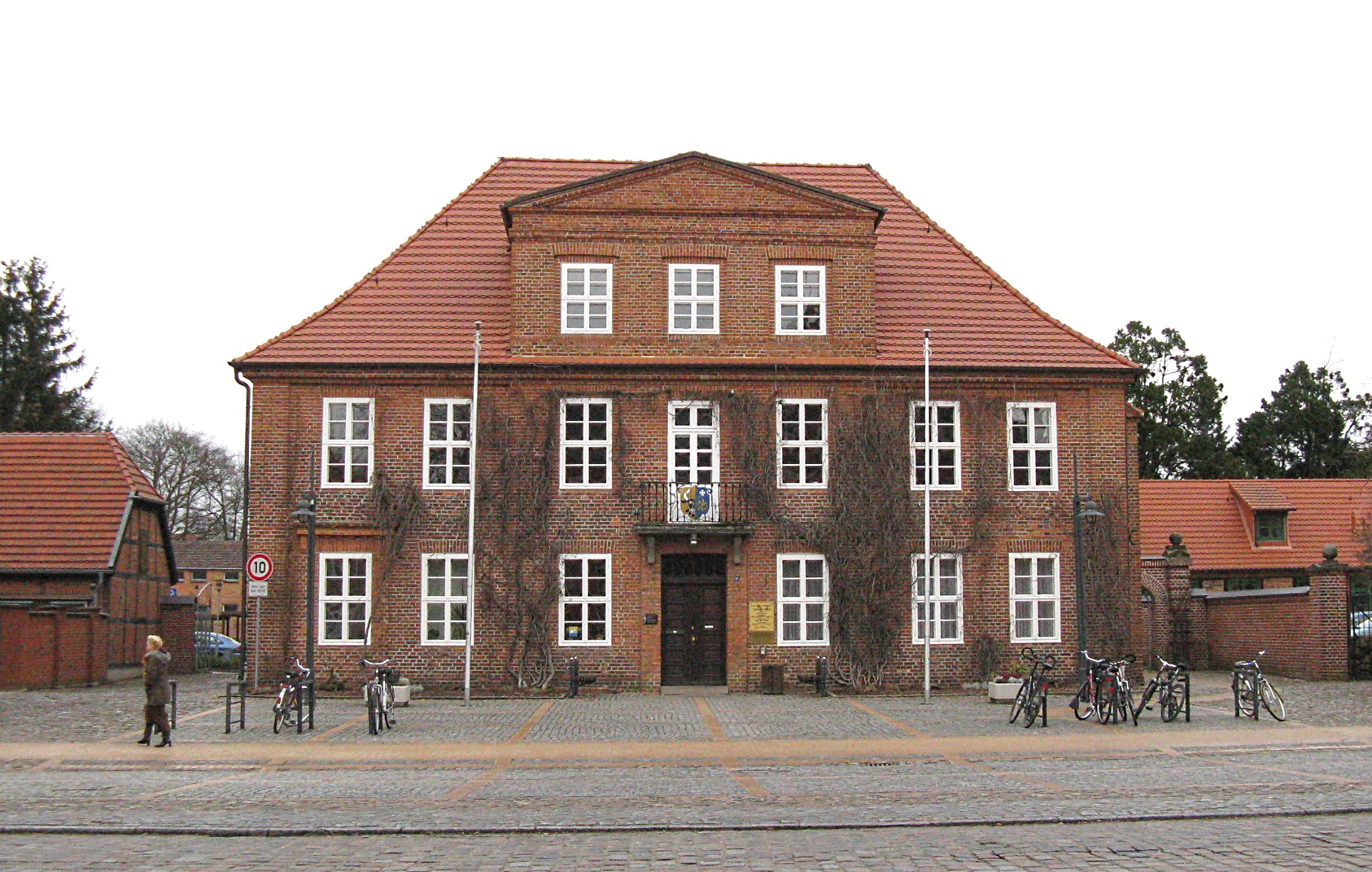
Ratusz w Ludwigslust

Ludwigslust – miasto w niemieckim kraju związkowym Meklemburgia-Pomorze Przednie, w powiecie Ludwigslust-Parchim, siedziba Związku Gmin Ludwigslust-Land. Do 3 września 2011 siedziba powiatu Ludwigslust. W roku 2008 miasto liczyło ok. 12 600 mieszkańców.
W Ludwigslust znajduje się stacja kolejowa.
W mieście rozwinął się przemysł elektrotechniczny, maszynowy, spożywczy oraz materiałów budowlanych.

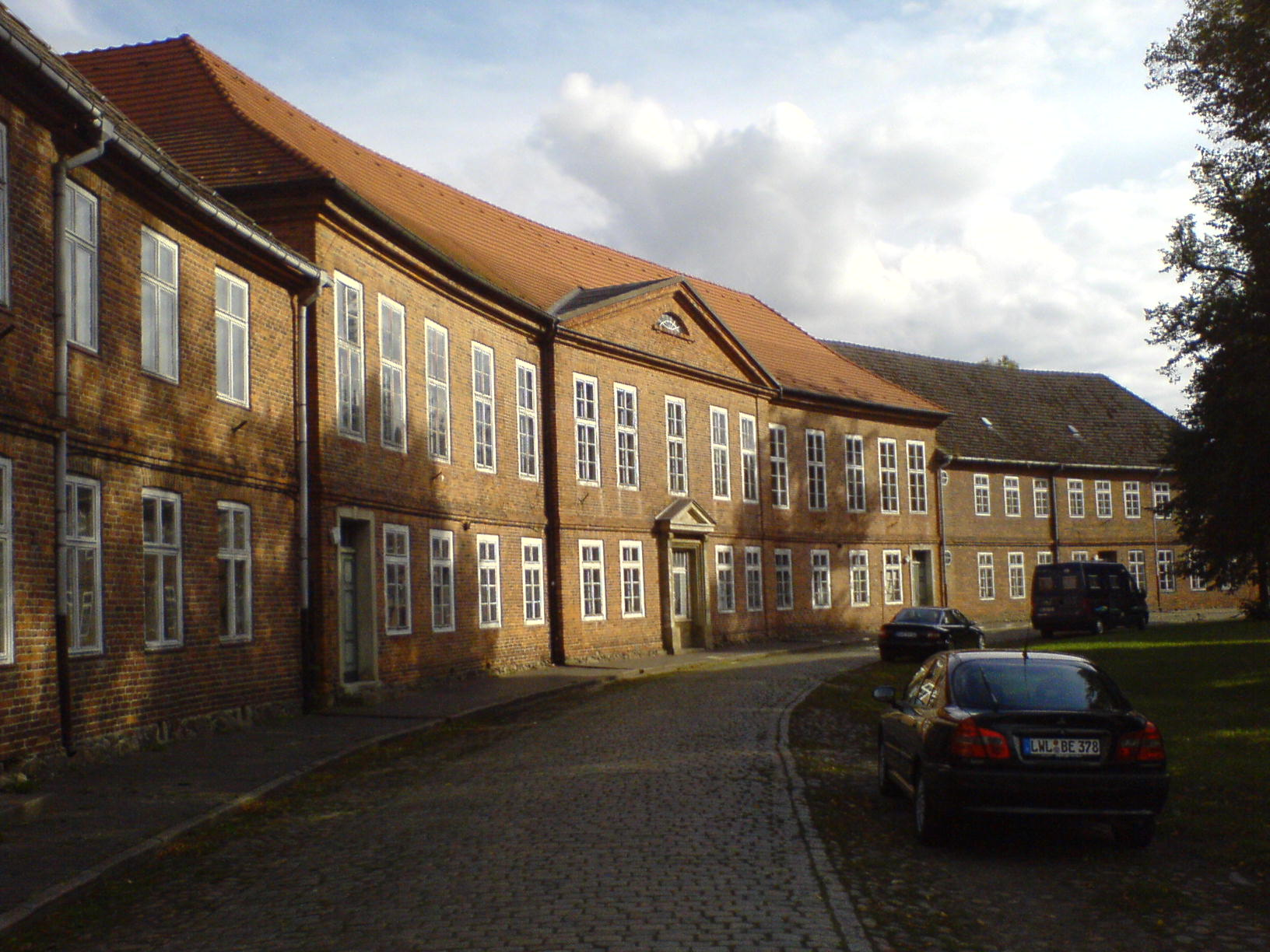
Pałac książęcy
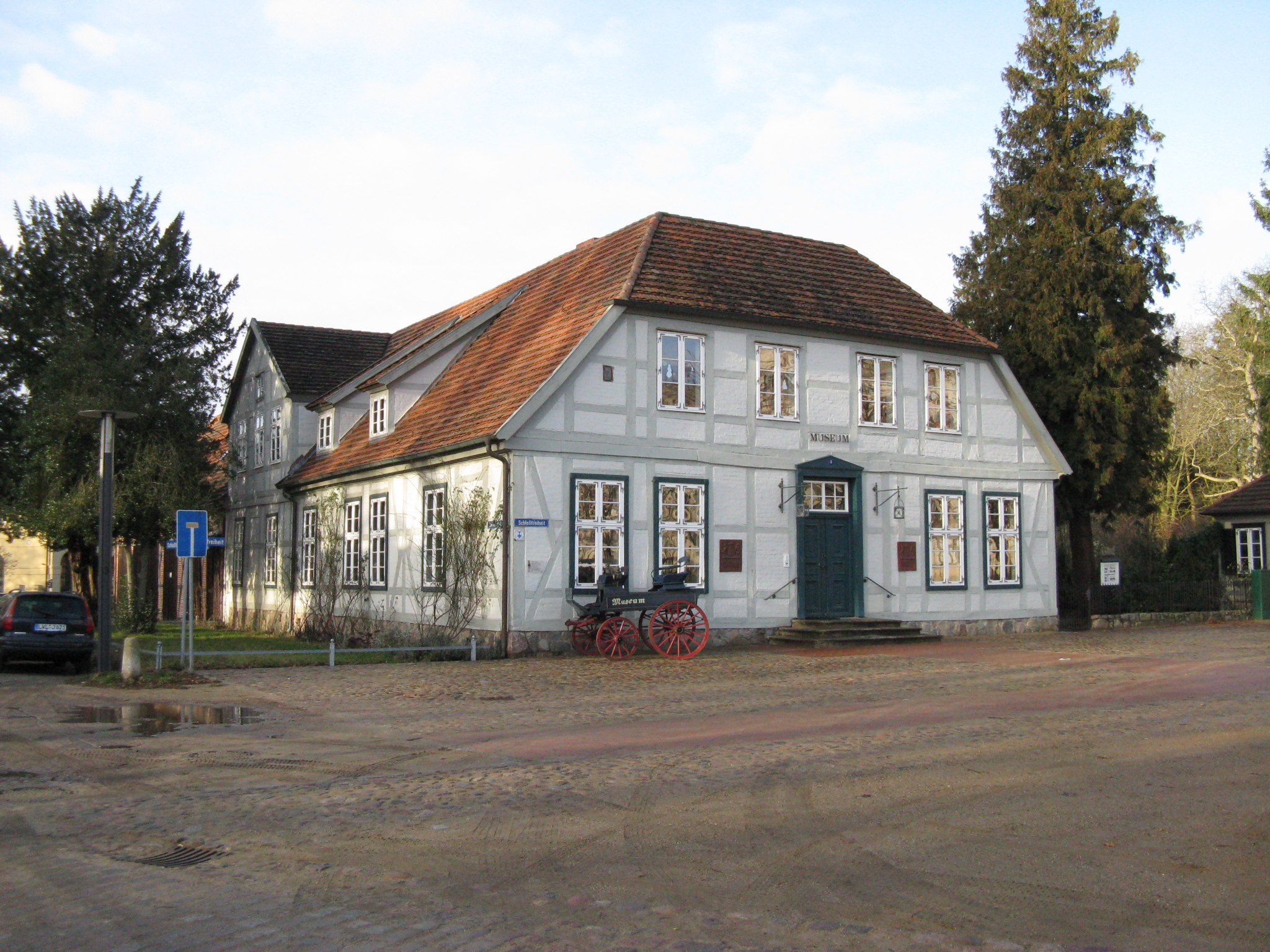
Pałac kwadrat
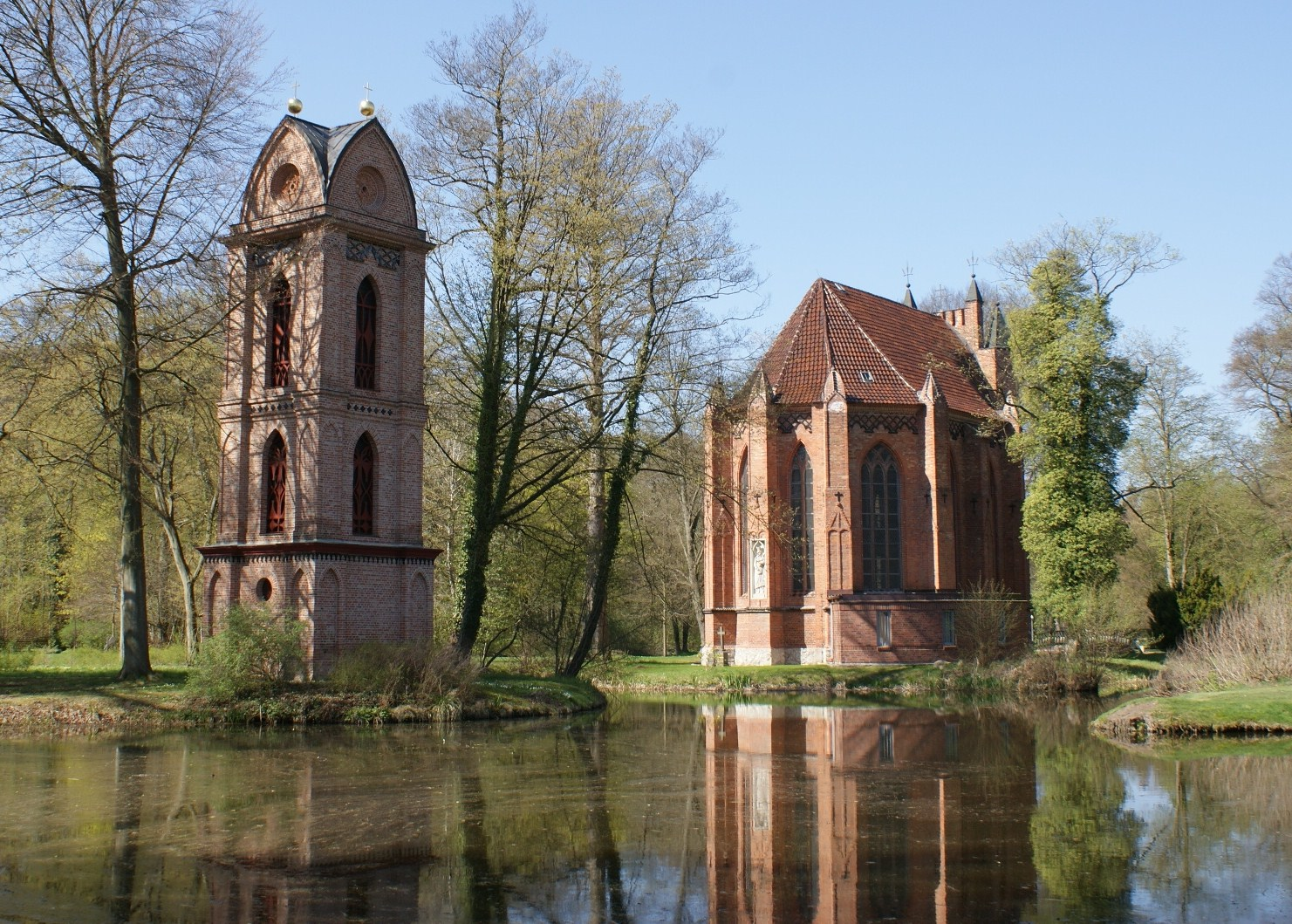
Kościół katolicki
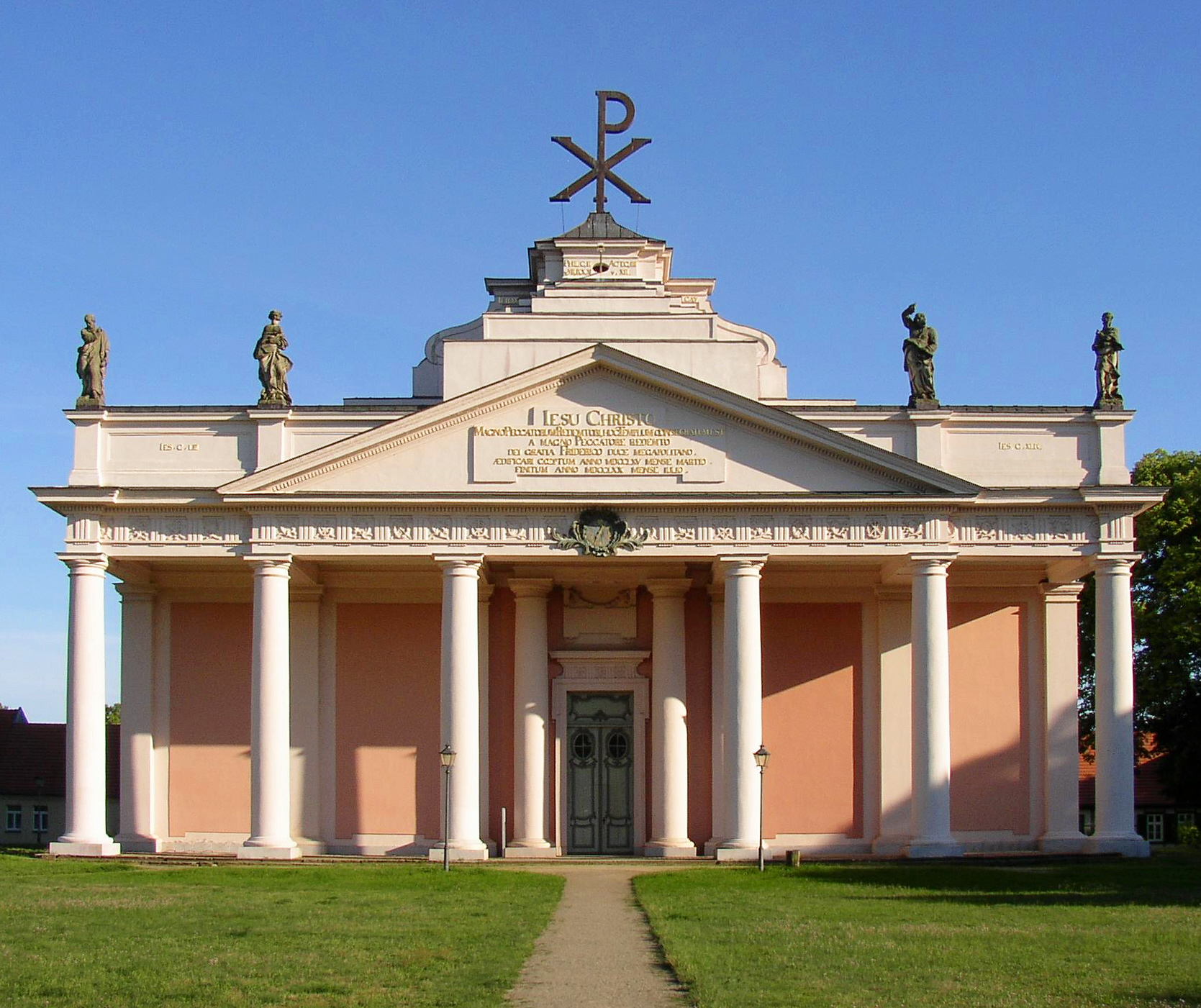
Kościół

## Miasta partnerskie
- Ahrensburg (Niemcy)
- Kamskoje Ustje (Rosja) Tatarstan
- Muscatine (USA)